# Маовице
Маовице су насељено мјесто у саставу града Врлике, Сплитско-далматинска жупанија, Република Хрватска.

## Географија
Маовице се налазе око 2 км југозападно од Врлике, у подножју планине Свилаје.

## Историја
До територијалне реорганизације у Хрватској налазиле су се у саставу старе општине Сињ. Током рата у Хрватској, биле су у саставу Републике Српске Крајине.

### Други светски рат
На почетку Другог свјетског рата, у јуну 1941, усташе су из Маовица одвеле 13 Срба мушкараца, који су мучени у затвору у Врлици, а затим бачени у јаму. Бјекством из затвора спасао се само један од њих. Крајем јануара 1943. године у село су упали четници које су Италијани послали да очисте Врлику и околину од партизана и том приликом су извршили масакр над Хрватима. Убијено је 23 цивила (углавном заклано). Иако су четници послати да ратују против партизана, они су дошавши у Маовице тражили „усташке куће“. Партизани из села су били само Срби, али нико од Срба није убијен у овом нападу. Велики број усташа из Маовица је страдао у рату, углавном од стране партизана. Петоро их је бачено у јаму на Камешници 1944, кад су партизани ослободили Врлику, а 22 стрељано код Блајбурга 1945. године, али то је само мањи дио од укупног броја убијених. У бици на Сутјесци 1944. године учествовало је 8 партизана Срба из Маовица, презимена Цвитковац, као борци Друге далматинске бригаде и само један је преживио рат. Још двојица Цвитковаца су погинули раније, 1942. године, у нападу на италијанску војну колону код села Чилаш (Сињ).

## Цркве
У Маовицама се налази римокатоличка црква Св. Јуре из 1901. године и српска православна црква Св. Недјеља из 1981. године.

## Становништво
На попису становништва 2011. године, Маовице су имале 380 становника.
| Број становника по пописима | Број становника по пописима | Број становника по пописима | Број становника по пописима | Број становника по пописима | Број становника по пописима | Број становника по пописима | Број становника по пописима | Број становника по пописима | Број становника по пописима | Број становника по пописима | Број становника по пописима | Број становника по пописима | Број становника по пописима | Број становника по пописима | Број становника по пописима |
| --------------------------- | --------------------------- | --------------------------- | --------------------------- | --------------------------- | --------------------------- | --------------------------- | --------------------------- | --------------------------- | --------------------------- | --------------------------- | --------------------------- | --------------------------- | --------------------------- | --------------------------- | --------------------------- |
| 1857                        | 1869                        | 1880                        | 1890                        | 1900                        | 1910                        | 1921                        | 1931                        | 1948                        | 1953                        | 1961                        | 1971                        | 1981                        | 1991                        | 2001                        | 2011                        |
| 809                         | 831                         | 876                         | 1.124                       | 1.262                       | 1.406                       | 1.485                       | 1.606                       | 1.384                       | 1.388                       | 1.396                       | 1.270                       | 1.272                       | 889                         | 494                         | 380                         |

Напомена: У 1869. и 1880. исказано под именом Маховице, Мавице од 1890. до 1910, а у I. издању књиге "Насеља“.

### Попис 1991.
На попису становништва 1991. године, насељено место Маовице је имало 889 становника, следећег националног састава:
| Попис 1991.‍ | Попис 1991.‍ | Попис 1991.‍ | Попис 1991.‍ | Попис 1991.‍ |
| ----------- | ----------- | ----------- | ----------- | ----------- |
|             |             |             |             |             |
| Хрвати      | Хрвати      |             | 780         | 87,73%      |
| Срби        | Срби        |             | 107         | 12,03%      |
| Русини      | Русини      |             | 1           | 0,11%       |
| непознато   | непознато   |             | 1           | 0,11%       |
| укупно: 889 |             |             |             |             |

## Презимена
- Ђурић — Православци, славе Ђурђевдан
- Кричковић — Православци, славе Св. Стефана
- Маљковић — Православци, славе Св. Јована
- Новаковић — Православци, славе Ђурђевдан
- Петковић — Православци, славе Св. Николу
- Приметица — Православци, славе Св. Николу
- Цвитковац — Православци, славе Ђурђевдан